# Boké (Côte d'Ivoire)
Pour l’article homonyme, voir Boké.
Boké est un village situé au sud-ouest de la Côte d'Ivoire dans le district du Bas-Sassandra, appartenant au département de Tabou,.